# Comuna Voronkiv, Borîspil
Voronkiv (în ucraineană Вороньків) este o comună în raionul Borîspil, regiunea Kiev, Ucraina, formată din satele Jovtneve și Voronkiv (reședința).

## Demografie
Componența lingvistică a comunei Voronkiv
     Ucraineană (96,79%)
     Rusă (2,92%)
     Alte limbi (0,07%)
Conform recensământului din 2001, majoritatea populației comunei Voronkiv era vorbitoare de ucraineană (96,79%), existând în minoritate și vorbitori de rusă (2,92%).